# Serrat de les Abelles (Castellcir)

El Serrat de les Abelles, respecte del terme de Castellcir

El Serrat de les Abelles és un serrat del terme municipal de Castellcir, a la comarca del Moianès.
Està situat en el sector nord-oest del terme de Castellcir, al sud-oest de la masia de les Berengueres, a llevant de la Vall de Llàgrimes i a ponent de l'extrem meridional de la Solella de les Berengueres. És a la dreta de la Riera de Santa Coloma i a l'esquerra del torrent de la Mare de Déu. Queda davant, a llevant, de la Casa Nova del Verdeguer.